# Lijst van partijleiders van het CDA

Logo van het Christen-Democratisch Appèl

De partijleider van de Christen-Democratisch Appèl (CDA) is tijdens de Tweede Kamerverkiezingen de lijsttrekker. Meestal bekleedt de partijleider de functie van fractievoorzitter in de Tweede Kamer maar soms neemt de partijleider zitting in een kabinet. De eerste partijleider en lijsttrekker was Dries van Agt.

## Partijleiders
| Partijleiders                       | Partijleiders                 | Partijleiders                             | Termijn                             | Leeftijd | Functie(s) als leider / Overige functie(s) | Functie(s) als leider / Overige functie(s) | Bloedgroep | Lijsttrekker        |
| ----------------------------------- | ----------------------------- | ----------------------------------------- | ----------------------------------- | -------- | --- | --- | ---------- | ------------------- |
|                                     | A.A.M. (Dries) van Agt        | mr. A.A.M. (Dries) van Agt (1931–2024)    | 10 december 1976 – 25 oktober 1982  | 45–51    | Minister van Justitie (1971–1977) Vicepremier (1973–1977) Lid Tweede Kamer (1977) (1981) (1982–1983) Fractievoorzitter Tweede Kamer (1977) (1981) Minister van Algemene Zaken (1977–1982) Minister-president (1977–1982) Minister van Buitenlandse Zaken (1982) | Lid Tweede Kamer (KVP) (1973) Commissaris van de Koningin van Noord-Brabant (1983–1987) Ambassadeur van de Europese Unie naar Japan (1987–1990) Ambassadeur van de Europese Unie naar de Verenigde Staten (1990–1995)             | KVP        | 1977 1981 1982      |
|                                     | R.F.M. (Ruud) Lubbers         | drs. R.F.M. (Ruud) Lubbers (1939–2018)    | 25 oktober 1982 – 29 januari 1994   | 43–54    | Lid Tweede Kamer (1977–1982) (1986) (1989) Fractievoorzitter Tweede Kamer (1981–1982) (1986) (1989) Minister van Algemene Zaken (1982–1994) Minister-president (1982–1994) Minister voor Nederlands-Antilliaanse en Arubaanse Zaken (1989) (1994)               | Minister van Economische Zaken (KVP) (1973–1977) Lid Tweede Kamer (1977) Fractievoorzitter Tweede Kamer (1978–1981) Minister van staat (1995–2018) Hoge Commissaris van de Verenigde Naties voor de Vluchtelingen (2001–2005)     | KVP        | 1986 1989           |
|                                     | L.C. (Elco) Brinkman          | mr.drs. L.C. (Elco) Brinkman (1948)       | 29 januari 1994 – 16 augustus 1994  | 45–46    | Lid Tweede Kamer (1989–1995) Fractievoorzitter Tweede Kamer (1989–1994) | Minister van Welzijn, Volksgezondheid en Cultuur (1982–1989) Lid Tweede Kamer (1986) Lid Eerste Kamer (2011–2019) Fractievoorzitter Eerste Kamer (2011–2019)                                                                      |            | 1994                |
|                                     | E. (Enneüs) Heerma            | drs. E. (Enneüs) Heerma (1944–1999)       | 16 augustus 1994 – 27 maart 1997    | 49–52    | Lid Tweede Kamer (1994–1997) Fractievoorzitter Tweede Kamer (1994–1997) | Staatssecretaris van Economische Zaken (1986) Staatssecretaris van Volkshuisvesting, Ruimtelijke Ordening en Milieubeheer (1986–1994) Lid Tweede Kamer (1989)                                                                     | ARP        |                     |
|                                     | J.G. (Jaap) de Hoop Scheffer  | mr. J.G. (Jaap) de Hoop Scheffer (1948)   | 27 maart 1997 – 1 oktober 2001      | 48–53    | Lid Tweede Kamer (1986–2002) Fractievoorzitter Tweede Kamer (1997–2001) | Minister van Buitenlandse Zaken (2002–2003) Secretaris-generaal van de NAVO (2004–2009) Minister van staat (sinds 2018) |            | 1998                |
|                                     | J.P. (Jan Peter) Balkenende   | mr.dr. J.P. (Jan Peter) Balkenende (1956) | 1 oktober 2001 – 9 juni 2010        | 46–54    | Lid Tweede Kamer (1998–2002) (2003) (2006–2007) Fractievoorzitter Tweede Kamer (2001–2002) (2003) (2006–2007) Minister van Algemene Zaken (2002–2010) Minister-president (2002–2010)                                                                            | Minister van staat (sinds 2022) |            | 2002 2003 2006 2010 |
|                                     | M.J.M. (Maxime) Verhagen      | drs. M.J.M. (Maxime) Verhagen (1956)      | 10 juni 2010 – 30 juni 2012         | 53–55    | Lid Tweede Kamer (2010) Fractievoorzitter Tweede Kamer (2010) Minister van Economische Zaken Landbouw en Innovatie (2010–2012) Vicepremier (2010–2012) | Lid Europees Parlement (1989–1994) Lid Tweede Kamer (1994–2007) (2010) Fractievoorzitter Tweede Kamer (2002–2003) (2003–2006) (2010) Minister van Buitenlandse Zaken (2007–2010) Minister voor Ontwikkelings- samenwerking (2010) |            |                     |
|                                     | S. (Sybrand) van Haersma Buma | mr. S. (Sybrand) van Haersma Buma (1965)  | 30 juni 2012 – 22 mei 2019          | 46–53    | Lid Tweede Kamer (2002–2019) Fractievoorzitter Tweede Kamer (2010–2019) | Burgemeester van Leeuwarden (sinds 2019) |            | 2012 2017           |
| Vacant (22 mei 2019 – 15 juli 2020) |                               |                                           |                                     |          | | |            |                     |
|                                     | H.M. (Hugo) de Jonge          | H.M. (Hugo) de Jonge (1977)               | 15 juli 2020 – 10 december 2020     | 42–43    | Minister van Volksgezondheid, Welzijn en Sport (2017–2022) Vicepremier (2017–2022) | Minister voor Volkshuisvesting en Ruimtelijke Ordening (2022–2024) Minister van Binnenlandse Zaken en Koninkrijksrelaties (2023–2024) Commissaris van de Koning van Zeeland (sinds 2024)                                          |            |                     |
|                                     | W.B. (Wopke) Hoekstra         | mr. W.B. (Wopke) Hoekstra (1975)          | 11 december 2020 – 14 augustus 2023 | 45–47    | Minister van Financiën (2017–2022) Lid Tweede Kamer (2021–2022) Fractievoorzitter Tweede Kamer (2021–2022) Minister van Buitenlandse Zaken (2022–2023) Vicepremier (2022–2023)                                                                                  | Lid Eerste Kamer (2011–2017) Eurocommissaris (sinds 2023) |            | 2021                |
|                                     |                               | drs. H. (Henri) Bontenbal (1982)          | 14 augustus 2023 – heden            | 40–      | Lid Tweede Kamer (sinds 2021) Fractievoorzitter Tweede Kamer (sinds 2023) | |            | 2023                |